# Епархия Саппоро

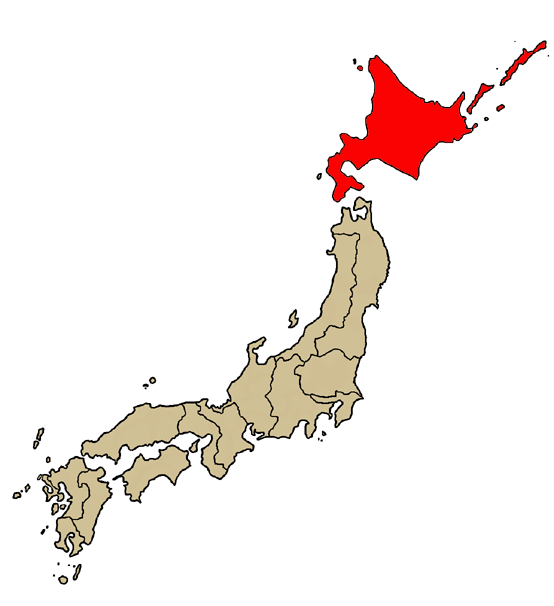
Расположение епархии Саппоро. Курильские острова, закрашенные красным цветом, в настоящее время входят в Южно-Сахалинскую апостольскую префектуру

Епархия Саппоро (лат. Dioecesis Sapporensis) — епархия Римско-Католической церкви с центром в городе Саппоро, Япония. Епархия Саппоро входит в митрополию Токио. Кафедральным собором епархии Саппоро является собор Китайито.

## История
12 февраля 1915 года Святой Престол учредил апостольскую префектуру Саппоро, выделив её из епархии Хакодате (сегодня — Епархия Сендая). 30 марта 1929 года Римский папа Пий XI издал бреве «Ad animorum», которой преобразовал апостольскую префектуру Саппоро в апостольский викариат.
18 июля 1932 года апостольский викариат Саппоро передал часть своей территории миссии Sui iuris Карафуто (сегодня — Южно-Сахалинская апостольская префектура).
11 ноября 1952 года апостольский викариат Саппоро был преобразован в епархию.

## Ординарии епархии
- епископ Венцеслаус Йозеф Кинольд OFM[2] (1915—1941);
  - вакансия (1940—1952);
- епископ Бенедикт Такахико Томидзава (11.12.1952 — 3.10.1987);
- епископ Пётр Тосио Дзинуси (3.10.1987 — 17.11.2009);
  - вакансия (2009—2013);
- епископ Бернард Тайдзи Кацуя [1](22.06.2013 — по настоящее время).

## Источник
- Annuario Pontificio, Libreria Editrice Vaticana, Città del Vaticano, 2003, ISBN 88-209-7422-3
- Бреве Ad animorum, AAS 21 (1929), p. 595  (лат.)